# Lauro Moscardini
Lauro Moscardini, né le 30 octobre 1961, est un astrophysicien et cosmologiste italien. 

## Biographie
Lauro Moscardini a effectué ses études et obtenu son diplôme en astronomie à l'université de Bologne, où il a obtenu à la fois son laurea (diplôme italien correspondant à 4 à 6 années après le bac) et son doctorat. Il occupe actuellement le poste de professeur de cosmologie à l'université de Bologne.

## Recherches
Lauro Moscardini est coauteur de plus d'une centaine d'articles de recherches soumis à des comités de lecture. Il a produit d'importantes contributions dans le domaine de la formation des grandes structures du cosmos, particulièrement à la modélisation des formations d'amas de galaxies à décalage vers le rouge élevé,.

## Curiosités
Lauro Moscardini possède une collection de cartes postales portant sur la papauté parmi les plus importantes et ayant reçu le plus de récompenses. Il est reconnu comme un spécialiste célèbre dans ce domaine[réf. nécessaire].

## Sources
- (en) Cet article est partiellement ou en totalité issu de l’article de Wikipédia en anglais intitulé « Lauro Moscardini » (voir la liste des auteurs).